# Caecognathia agwillisi
Caecognathia agwillisi är en kräftdjursart som först beskrevs av Seed 1979.  Caecognathia agwillisi ingår i släktet Caecognathia och familjen Gnathiidae. Inga underarter finns listade i Catalogue of Life.